# Enleveringen ur Seraljen
Enleveringen ur Seraljen (tyska: Die Entführung aus dem Serail) (KV 384) är en opera (Sångspel) i tre akter med musik av Wolfgang Amadeus Mozart. Libretto av Johann Gottlieb Stephanie, som bygger på Christoph Friedrich Bretzners libretto till operan Belmont und Constanze, oder Die Entführung aus dem Serail av Johann André.

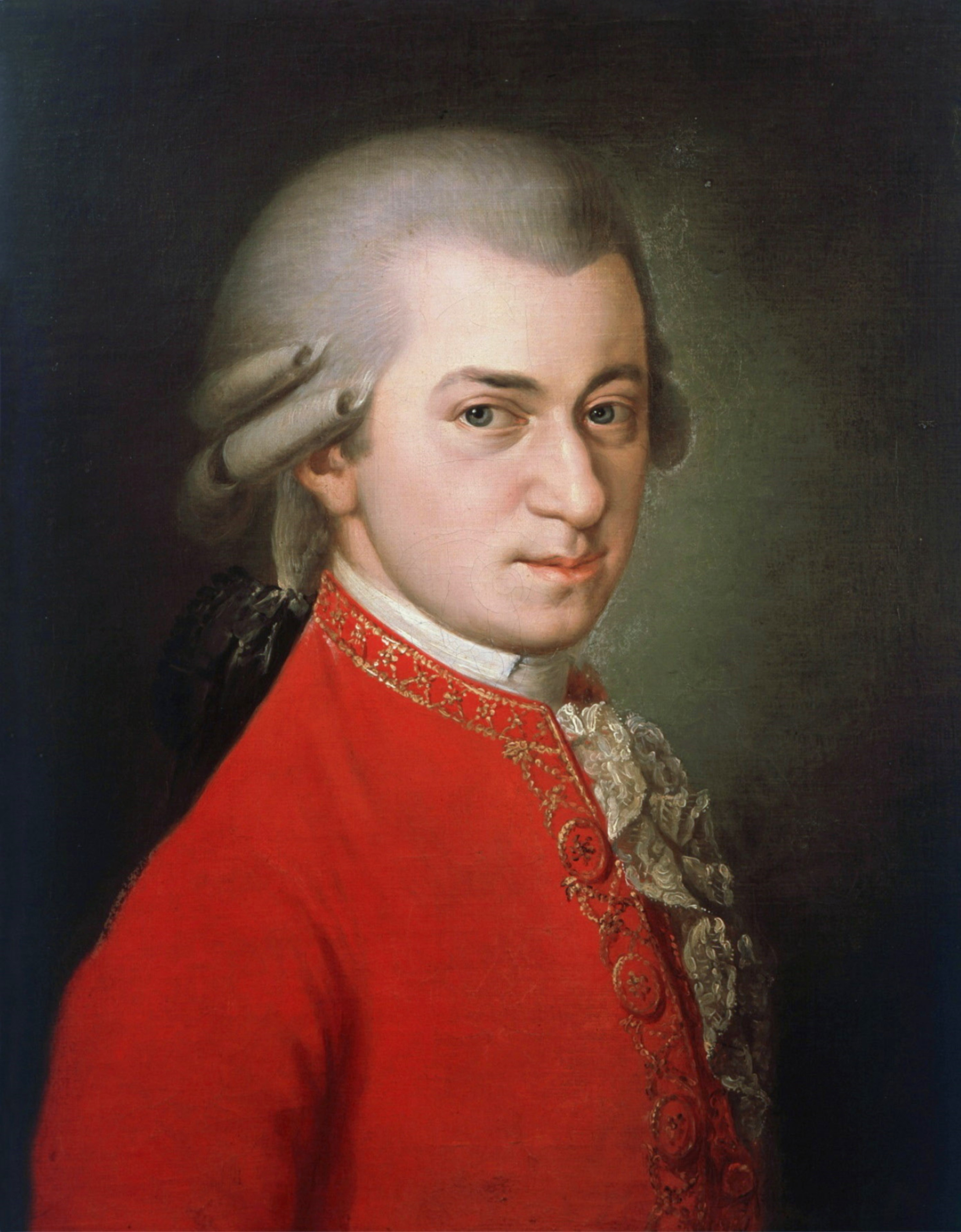
Wolfgang Amadeus Mozart

## Bakgrund

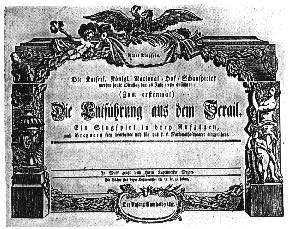
Affisch till premiären 1781.

Mozart hade inte sysslat med det tyska sångspelet sedan han var tolv år (Bastien och Bastienne), men kort efter det att han hade slagit sig ned i Wien fick han 1781 en beställning från kejsar Josef II på ett sångspel för det nyupprättade teatersällskapet Nationalsingspiel. Som textförfattare fick han Gottlieb Stephanie som han först försökte få intresserad av sin ofullbordade opera Zaide, men Stephanie föredrog Bretzners libretto Belmont und Constanze fastän likheterna var stora. Själva handlingsmotivet och en hel del av framställningen hade Bretzner hämtat från engelska och franska skådespel. Operan är skriven till tysk text och skulle enligt de ursprungliga planerna ha karaktären av ett tyskt sångspel. Emellertid hade Mozart så utmärkta italienska sångare till sitt förfogande, att han föll för frestelsen att låta verket gå långt utanför sångspelets ram. Musiken är därför långa stycken utformad i en rent italiensk stil med det resultatet att operans personer, med undantag för Osmin, tenderar att förlora varje drag av individualitet. I gengäld är Osmin en av de mest karakteristiska figurerna i operalitteraturen överhuvudtaget. Mozart har med enkla medel fått fram hans dumma brutalitet.

### Sångspelets framväxt
Sångspelet var ett uttryck för den ökande nationalismen. Det mest framgångsrika sångspelet före Mozarts verk var Die Jagd (1770) med text av Christian Felix Weisse och musik av Johann Adam Hiller. Reformkejsaren Josef II hälsade sångspelet välkommet, eftersom han i den nya genren såg en möjlighet att genom populära sceniska verk lära den wienska blandbefolkningen tala riktig tyska och därigenom stärka nationalkänslan. Burgtheater upphöjdes 1777 till "kejserlig och kunglig nationalteater", och fungerade som sådan ända fram till 1783, då italienarna återerövrade operascenen.

## Historia
Mozart deltog själv livligt i bearbetningen av förlagan och skrev musiken på rekordtid mellan 30 juli 1781 och 29 maj 1782. Det tog honom bara tre veckor att skriva första akten och ännu mindre att skriva den andra. I augusti 1782 gifte sig Mozart med Constanze Weber och det var för honom en speciell anknytning att huvudpersonen i operan bar samma namn som hans hustru. Då operan var färdig försenades uppförandet av intriger, men slutligen befallde kejsaren personligen att Enleveringen ur seraljen skulle uppföras, vilket skedde den 16 juli 1782 på Burgtheater i Wien. Premiären blev en triumf för Mozart. Kejsaren menade att partituret var alldeles för bra för wienarna. Vid ett annat tillfälle lär kejsaren också ha yttrat att det innehöll för många noter, på vilket Mozart svarade, att "musiken innehöll just det antal noter som var nödvändigt". Den svenska premiären ägde rum på Stockholmsoperan den 21 september 1814 och den iscensattes åter med premiär den 26 april 1899, den 18 januari 1948 och den 7 november 1967 i en turnéuppsättning. Den sattes upp på Folkoperan med premiär den 29 juni 2001.

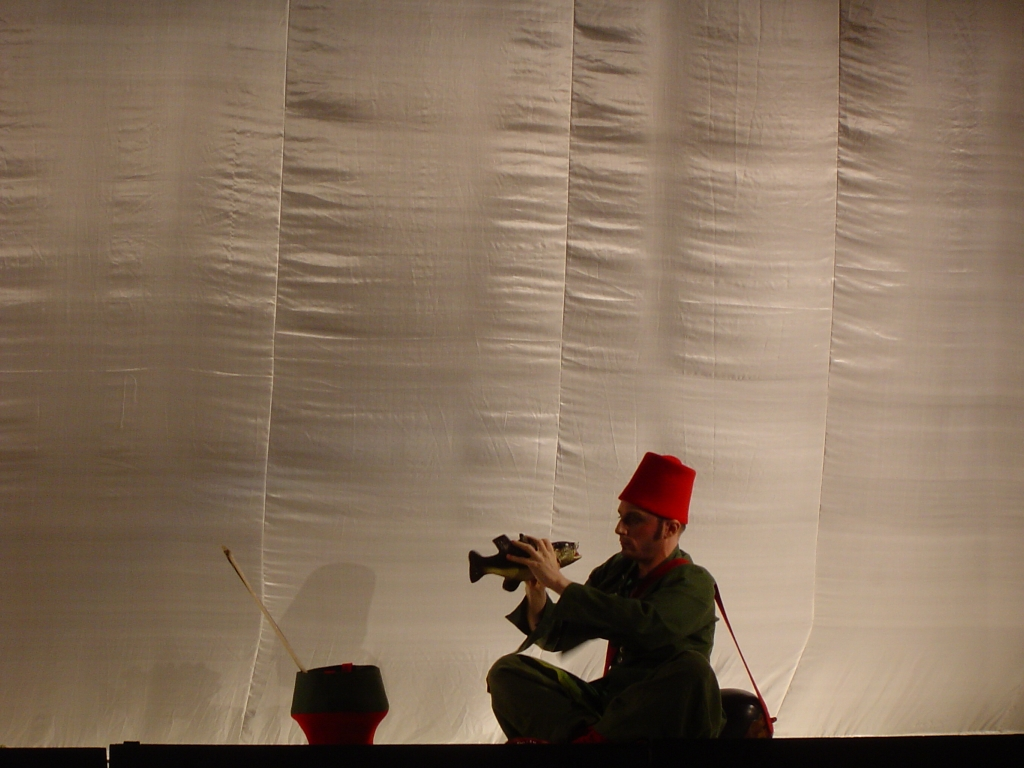
Scenbild från en föreställning i Wuppertal 2004.

### Janitsjarmusik
Då en del av handlingen är förlagt till Turkiet, är musiken bitvis skriven i den på Mozarts tid så populära turkiska stilen. Mozart visste redan från början att han skulle tvingas leva upp till Wienpublikens smak för det exotiska, pråliga och roande: 
Sinfonian [ouvertyren], första aktens kör ["Janitsjarkören"] och slutkören skall jag skriva som turkisk musik
meddelade Mozart sin far i ett brev två dagar efter det att han hade erhållit librettot (1 augusti 1781). Därtill kom Osmins och Pedrillos berömda duett ("Vivat Bacchus!"), som Mozart själv betecknade som en "suputduett för herrar wienare, som inte består av något annat än mitt turkiska tapto". Det väsentligaste i turkiska stilen (alla turca) är imitationer (ingen autentisk turkisk musik) av janitsjarmusiken med hjälp av piccolaflöjt, triangel, trummor och cymbaler. Redan i ouvertyren möter man den turkiska musiken. Ouvertyren inleds och avslutas med en snabb presto-sats, i vilken den turkiska färgen består av rikt förekommande tringel, bäcken och stor trumma.

## Huvudpersoner

### Selim pascha
Det är nästan symboliskt att kejsar Josefs berömda "toleransbrev" (fullständig religionsfrihet) och inskränkandet av censuren trädde i kraft samma år som Enleveringen ur seraljen hade premiär (1781). Upplysningstankarna framfördes av Mozart och Stephanie genom rollgestalten Selim pascha. Denne är ingen turk, utan en kristen som konverterat till islam. Han hör till upplysningsideologins förebildliga härskare, vars prototyp man kan finna i sultan Saladin, den "ädle" hedningen i Gotthold Ephraim Lessings toleransdrama Nathan den vise (1777). Stephanie har gjort paschan ännu godare än han är i Bretzners libretto. Hos Bretzner känner Selim pascha igen Belmonte som sin egen son, medan han hos Stephanie och Mozart benådar sin ärkefiendes son. 
Den romantiska uppfattningen att Mozart inte lyckades finna den lämpliga musiken för Selim pascha saknar grund. Efter Idomeneo fanns det inte längre några gränser för honom när det gällde att översätta känslor till musik. Varför Selim pascha inte sjunger beror på att denne i Bretzners ursprungliga text var en talroll. Mozart hade dessutom ingen sångare i rätt röstfack till sitt förfogande: Tenorrollen (det egentliga röstläget för en härskare i 1700-talets opera seria) var upptagen av Belmonte, och publikgunstlingen Ludwig Fischer skulle med sin extra djupa basröst förkroppsliga Osmin. Men huvudorsaken verkar ha varit att det under kejsar Josefs upplysta epok var av stor vikt att ge det talade ordet en framträdande roll i sångspelen. Selim paschas själ är svåruttolkad, eftersom han inte sjunger och musiken därför inte förråder hans känslor. Han skulle kunna tjäna som ett skolboksexempel på den ädle härskaren. Men Selim pascha är en äldre man (han skulle kunna vara Belmontes far), som brinner av kärlek till Konstanze och som hamnar i en konfliktsituation eftersom hans kärlek inte besvaras. 

### Osmin

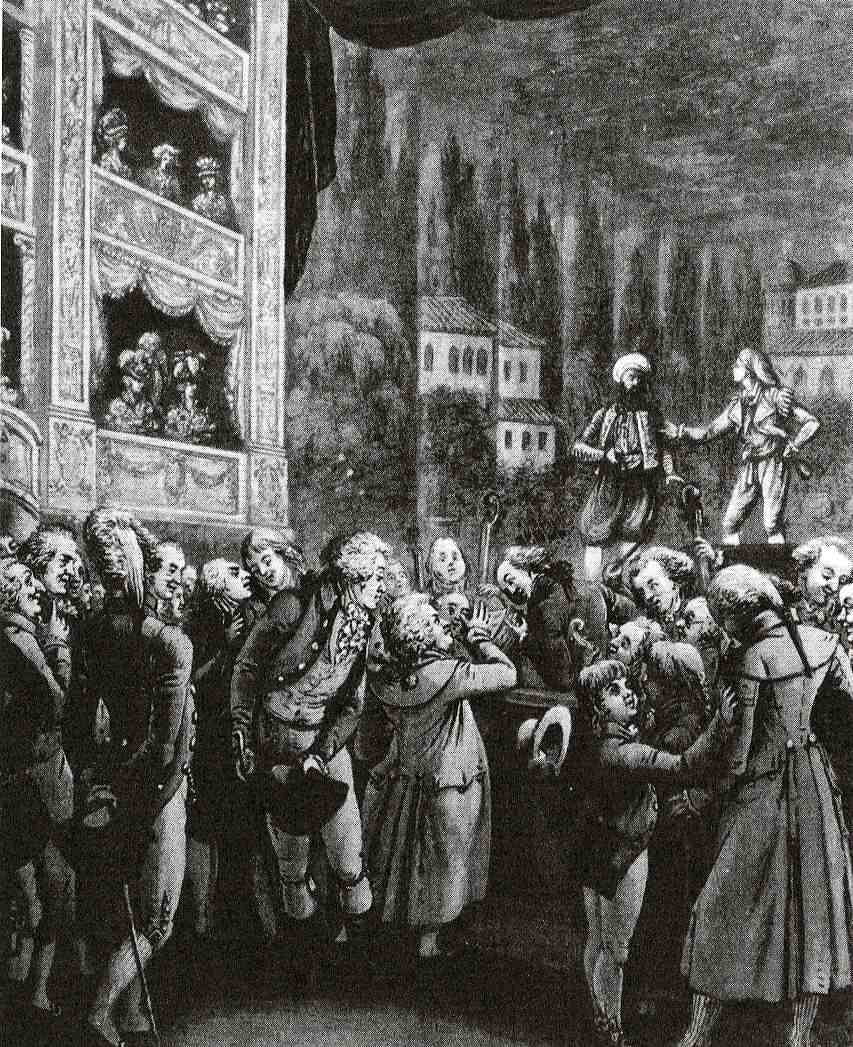
Mozart (i mitten) åhör sin egen opera i Berlin 1789.

Den förste Osmin, Ludwig Fischer, var en stjärna på Wiens operascen. "Hans röst hade nästan samma djup som en violoncell och den naturliga höjden hos en tenor (hans registeromfång var C-a´), men är varken bräkig i det låga registret eller tunn i det höga; rösten är lätt, säker och behaglig", skrev en samtida kritiker. Osmin är den ondskefulle i sångspelet, men de medel han använder sig av är så orimliga att han framstår som komisk, men också ohygglig. Därmed har Mozart sprängt buffafigurens gränser. Osmins arior är komponerade vredesutbrott. På Pedrillos fråga varför Osmin vill strypa honom, kommer det lakoniska svaret: 
Eftersom jag inte kan tåla dig.
Den följande arian är en enda lång, andlös skymftirad (arian "Solche hergelaufne Laffen" akt I). Osmins vredesaria avslutas i F-dur, men är ändå inte slut. "Jag har inge gjort dig något", klagar Pedrillo. "Du har ett galgansikte - det räcker", säger Osmin och svär en ed vid profetens skägg. Mozart fogade en oväntad del till arian, som han noga har förklarat anledningen till i ett brev till fadern:
drum beim Barte des Propheten etc. har visserligen samma tempo som det övriga, men med korta toner. Och i takt med att hans vrede växer måste, eftersom man tror att arian redan är överstånden, ett allegro assai i helt annat tempo och i en annan tonart åstadkomma den bästa verkan. Ty en människa som befinner sig i ett så våldsamt vredestillstånd överskrider all ordning, måtta och sans, han förvandlas till oigenkännlighet - och därför får inte heller musiken stå att känna igen. Men känslorna vare sig de är häftiga eller ej, får aldrig uttryckas så att de blir motbjudande, och musiken får aldrig, inte ens i den mest fasansfulla belägenhet, såra örat, utan måste förnöja oss och följaktligen alltid förbli musik. Jag har därför inte valt en för F (arians grundtonart) främmande tonart, utan en närbesläktad, men inte den närmaste, d-moll, utan den mer avlägsna, a-moll. (26 september 1781)

### Konstanze
Styckets enda ståndaktiga gestalt är Konstanze (som ordagrant betyder "den orubbliga"), som Mozart kände sig särskilt dragen till, inte minst på grund av namnlikheten med sin hustru Constanze. Konstanze älskar, och kärleken betyder livet för henne. Det framgår av de tre stora ariorna som uppvisar hennes skilda själstillstånd (det är den svåraste sopranrollen i Mozarts operor). I den första arian tillstår Konstanze att hon känner sig lycklig och trygg vid Belmontes sida (B-dur-arian. "Ach, ich liebte", akt I), i den andra klagar hon över att ha förlorat denna trygghet (g-moll-arian, "Traurigkeit", akt II), och efter Selims hot triumferar hon i en nästan hypnotisk koloraturaria, då hon hoppas att döden skall förlösa henne från hennes själsliga kvar (C-dur-arian "Martern aller Arten", akt III). Den sjöngs i filmen Amadeus och var speciellt skriven för Catharina Cavalieris röst.

### Belmonte
Belmontes nyckelord är fruktan och glädje: "O wie ängstlich, o wie feurig klopft mein liebesvolles Herz" (O hur ängsligt, o hur eldigt slår ej kärlekshjärtats puls" - sjunger han i den vackraste av sina fyra arior [A-dur, akt I]). Belmontes tredje aria "Wenn der Freude Tränen fliessen" (När nu glädjetårar strömmar, B-dur akt III) vid det hett efterlängtade återseendet avslutas hastigt och nästan bittert. Texten berättar visserligen om skilsmässans smärta, men här lurar också en plågsam svartsjuka, som bryter ut i kvartett, för att till sist lugnt försvinna i den rogivande, magiska musiken. Belmonte gläder sig åt att ha återfunnit sin älskade, men han oroar sig för om hon har varit honom trogen. Det uppstår en konflikt mellan de båda älskande, D-dur-kvartetten "Ach, Belmonte! Ach mein Leben" (akt II), som stegras omedelbart före enleveringsförsöket. Efter det misslyckade flyktförsöket väntar de älskande på domen och är beredda att dö för varandra (kvartetten akt II). Belmonte har nått sitt mål (utvecklingen är en viktig dramaturgisk beståndsdel i sångspelet): Han har uppnått Konstanzes själsliga nivå.

## Personer
- Belmonte (Tenor)
- Konstanze, Belmontes trolovade (Sopran)
- Selim, pascha (talroll)
- Pedrillo, Belmontes betjänt och trädgårdsmästare hos paschan (Tenor)
- Blonde/Blondchen, Konstanzes kammarjungfru (Sopran)
- Osmin, uppsyningsman på paschans lantgård (Bas)
- Vakter, slavar, slavinnor, janitsjarer, paschans följe, vaktmanskap (kör)

## Handling

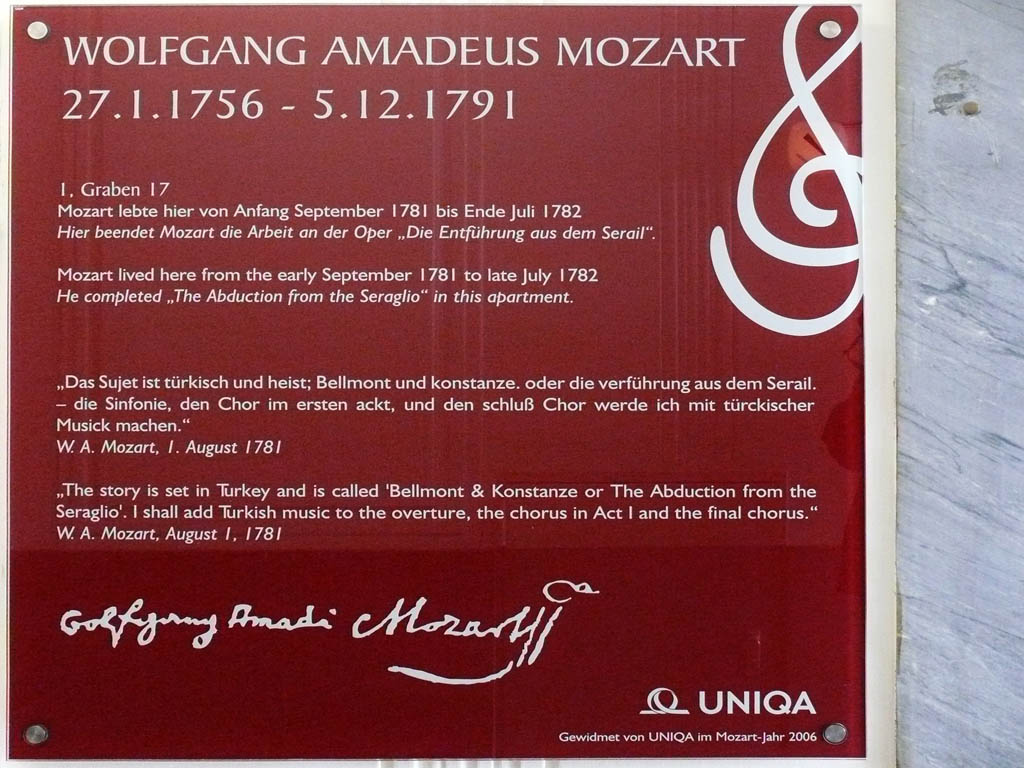
Minnestavla på Graben i Wien till minne av Mozarts fullbordande av operan.

Vid ett överfall på spanjoren Belmonte Lostados skepp, son till Orans kommendant, faller dennes trolovade Konstanze och tjänstefolket Blonde och Pedrillo i händerna på sjörövare. På slavmarknaden säljs de till den spanske renegaten Selim pascha och lever nu  som fångar på dennes lantgods. Pedrillo har vunnit paschans förtroende och lyckas därigenom underrätta Belmonte om deras uppehållsort.

### Akt I
Belmonte gläder sig åt att få återse sin älskade. Till en början vet han inte hur han skall bära sig åt för att komma in i Selim paschas palats. Uppsyningsmannen Osmin spärrar med ord och handling vägen för honom ("Solche hergelaufne Laffen"). Först när Pedrillo dyker upp lyckas Belmonte ta sig in. Pedrillo har rekommenderat paschan att anlita Belmonte som arkitekt. Paschan återvänder från en nöjesresa i sällskap med Konstanze ("Singt dem großen Bassa Lieder"), vars kärlek han försöker vinna, men hon försäkrar honom om att hon visserligen högaktar och ärar honom men att hennes hjärta alltid skall tillhöra Belmonte ("Ach, ich liebte, war so glücklich"). Paschan föreställs för Belmonte som påstår att han är en arkitekt som nu vill erbjuda Selim pascha sina tjänster.

### Akt II
Paschan har skänkt Blonde som slavinna åt Osmin, som har förälskat sig i den vackra engelskan men behandlar henne på österländskt vis. Hon ger honom en lektion i hur man måste uppföra sig mot europeiska flickor ("Durch Zärtlichkeit und Schmeicheln"). Konstanze förtärs av oro: Hon älskar Belmonte, men har också lärt sig uppskatta paschan. Hon avvisar dennes uppvaktning men paschan upplyser henne då om att hon befinner sig i en turkisk härskares hand och att han kan komma att tillgripa våld. Hon fruktar dock de själsliga kvalen mer än de kroppsliga och är beredd att dö ("Martern aller Arten"). Pedrillo berättar för de båda kvinnorna att Belmonte har anlänt och inviger dem i enleveringensplanen. Blonde fröjdas och skyndar iväg för att underrätta Konstanze ("Welche Wonne, welche Lust"). Pedrillo börjar med att sätta Osmin ur spel genom att ge honom vin från Cypern och sömnpulver ("Vivat Bacchus! Bacchus lebe"). När de älskande möter varandra tar Belmontes svartsjuka överhand över kärleken och han frågar om Konstanze har varit honom trogen. Konstanze förtvivlar och undrar om hon verkligen kommer att återfinna lyckan i Belmontes armar ("Ach Belmonte, ach mein Leben").

### Akt III
Vid midnatt väcker Pedrillo kvinnorna ("Im Mohrenland gefangen war"). En vägvisare skall föra dem alla ut ur seraljen. En stum man upptäcker vad som pågår och väcker Osmin ur hans rus. Flykten förhindras och de skyldiga grips. Osmin triumferar och ser fram emot att få tortera de hatade européerna och sedan låta dem dingla i galgen ("Ha, wie will ich triumphieren"). Flyktingarna förs till paschan ("Welch ein Geschick, o Qual der Seele"). Belmonte erbjuder sig att betala lösen och avslöjar därigenom sin börd. Han är son till Selim paschas ärkefiende. Döden verkar oundviklig för kärleksparet. Men ädelmodet segrar i Selim paschas sinne. Han förlåter den orätt som en gång tillfogades honom och skänker fiendesonen, kvinnorna och tjänstefolket friheten. Alla hyllar Selim paschas storsinthet, utom Osmin som är rasande över utgången ("Nie werd' ich deine Huld verkennen").

## Inspelningar (urval)
- Die Entführung aus dem Serail. Gruberová, Grist, Araiza, Orth, Talvela, Holtzmann. Kör och orkester från Bayerische Staatsoper. Böhm, dirigent. DG DVD 073 4075.
- Die Entführung aus dem Serail. Augér, Grist, Schreier, Neukirch, Moll, Mellies. Leipzigs radiokör. Semperoperans orkester. Böhm, dirigent. DG (ADD) 429 868-2. 2 cd.[3]